# 18638 Нуєт
18638 Нуєт (18638 Nouet) — астероїд головного поясу, відкритий 2 березня 1998 року.
Тіссеранів параметр щодо Юпітера — 3,348.